# Чэнь Линь (адмирал)
Чэнь Линь (кит. 陳璘) — флотоводец Великой Мин, командовавший китайским флотом во время войны Тоётоми Хидэёси против Чосон. Возглавил и привёл к победе союзный флот Мин и Чосона в битве в проливе Норян, нанеся серьёзные потери флоту японцев.
За свою выдающуюся роль в победе в войне, Чэнь Линь считается героем как в Корее, так и в Китае. Сегодня его потомки расселены по всему Южному Китаю и Корее.

## Биография
Родился в уезде Вэнъюань округа Шаогуань провинции Гуандун. В 1562 году он подавил восстания в округе Чаочжоу и уезде Индэ в Гуандуне, после чего был назначен сюбеем Гуандуна. После этого Чэнь Линь участвовал в кампаниях по подавлению различных восстаний в Южном Китае. В мае 40-го года правления императора Ваньли императорский двор наградил Чэня титулом воспитателя наследного принца и разрешил сделать этот титул наследственным. В 46-м году Ваньли Чэнь передал титул и наследство своему сыну Чэнь Цзюйсяну.

## Война против Японии
Чэнь Линь был направлен в 1598 году в Чосон для оказания помощи в отражении японцев во время вторжения Хидэёси в Корею. Там он сотрудничал с корейским адмиралом Ли Сунсином.